# Echinerpeton

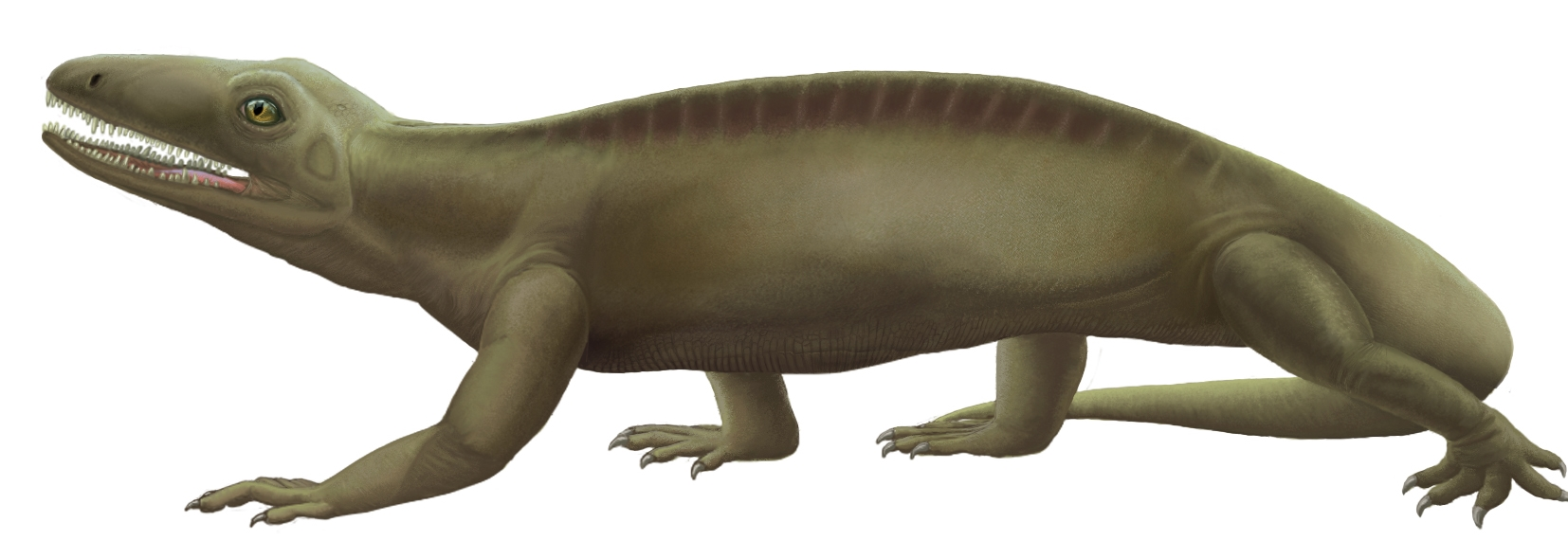
реставрація

Echinerpeton — це вимерлий рід синапсидів, що включає єдиний вид Echinerpeton intermedium з пізнього карбону Нової Шотландії, Канада. Назва означає «колюча ящірка» (грецькою). Разом зі своїм сучасником Archaeothyris, Echinerpeton є найдавнішим відомим синапсидом, який жив приблизно 308 мільйонів років тому. Про істоту відомо з шести невеликих фрагментарних скам'янілостей, які були знайдені в оголенні групи Морієн поблизу міста Флоренція, Нова Шотландія. Найповніший зразок зберігає шарнірні хребці з високими нейронними шипами, що вказує на те, що Ехінерпетон був вітрильним синапсидом, подібним до більш відомих Діметродон, Сфенакодон і Едафозавр. Однак зв'язок Echinerpeton з цими іншими формами неясний, і його філогенетичне розміщення серед базальних синапсидів залишається невизначеним.